# ÖFB-Cup 1983-1984
La ÖFB-Cup 1983-1984 è stata la 50ª edizione della coppa nazionale di calcio austriaca.

## Ottavi di finale
| Squadra 1             | Risultato   | Squadra 2          |
| --------------------- | ----------- | ------------------ |
| 2 marzo 1984          |             |                    |
| Grazer AK             | 0 - 1       | Rapid Vienna       |
| 3 marzo 1984          |             |                    |
| Badener AC            | 2 - 1 (dts) | Wiener SC          |
| Deutschlandsberger SC | 1 - 0       | Rudersdorf         |
| Mittersill            | 0 - 2       | Slovan HAC         |
| Sturm Graz            | 1 - 0 (dts) | Austria Klagenfurt |
| Union Vöcklamarkt     | n.disp.     | Union Wels         |
| Polizei SV Salisburgo | 0 - 8       | Austria Vienna     |
| 14 marzo 1984         |             |                    |
| Salzburger AK         | 0 - 2       | SSW Innsbruck      |

## Quarti di finale
| Squadra 1         | Risultato | Squadra 2             |
| ----------------- | --------- | --------------------- |
| 13 marzo 1984     |           |                       |
| Union Vöcklamarkt | 0 - 2     | Rapid Vienna          |
| Sturm Graz        | 2 - 0     | Badener AC            |
| 14 marzo 1984     |           |                       |
| Slovan HAC        | 0 - 5     | Austria Vienna        |
| 20 marzo 1984     |           |                       |
| SSW Innsbruck     | 9 - 0     | Deutschlandsberger SC |

## Semifinale
| Squadra 1      | Risultato | Squadra 2      |
| -------------- | --------- | -------------- |
| 3 aprile 1984  |           |                |
| Rapid Vienna   | 2 - 0     | SSW Innsbruck  |
| 11 aprile 1984 |           |                |
| Sturm Graz     | 2 - 0     | Austria Vienna |
| 24 aprile 1984 |           |                |
| SSW Innsbruck  | 1 - 0     | Rapid Vienna   |
| Austria Vienna | 4 - 0     | Sturm Graz     |

## Finale
| Squadra 1      | Risultato | Squadra 2      |
| -------------- | --------- | -------------- |
| 8 maggio 1984  |           |                |
| Austria Vienna | 3 - 1     | Rapid Vienna   |
| 15 maggio 1984 |           |                |
| Rapid Vienna   | 2 - 0     | Austria Vienna |